# خمیزوفکا
خمیزوفکا (انگلیسی: Khmyzovka) یک شهرک در بخش آلکسیفسکی استان بلگورود کشور روسیه است.